# Геко (суперкомп'ютер)

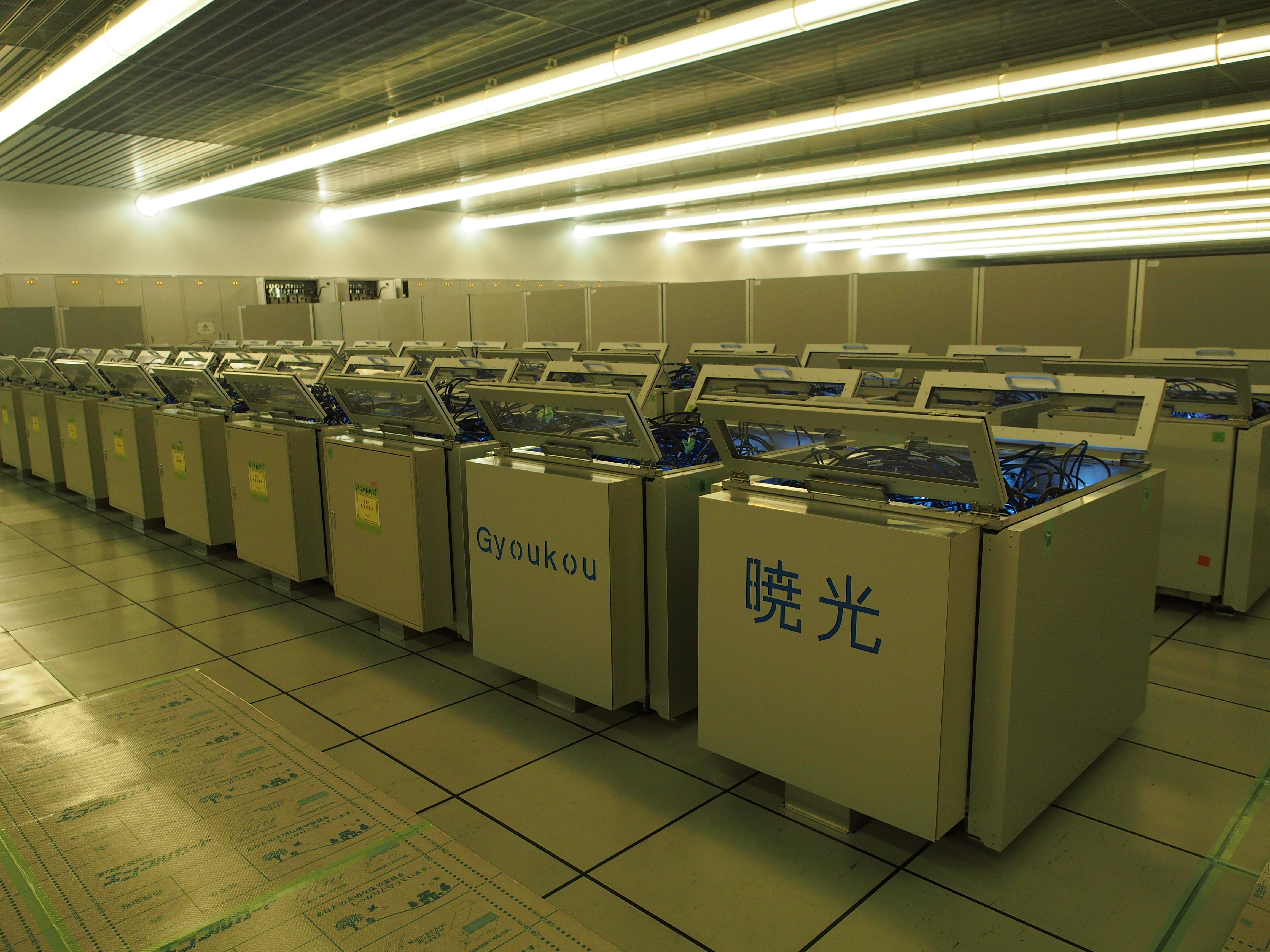

Геко (яп. 暁 光, гё: ко : — світанок) — суперкомп'ютер, розроблений компаніями ExaScaler і PEZY Computing.
Він розташований в Японській агенції з науки і техніки в області морських і космічних досліджень (JAMSTEC) Інституту геології Землі Йокогами, на тому ж поверсі[джерело?], де розташований симулятор Землі[уточнити].

## Архітектура
Gyoukou заснований на технології ZettaScaler-2.x від ExaScaler, в якій використовується система рідинного занурення з використанням Fluorinert.
Кожен модуль PEZY-SC2 містить 2048 елементів обробки (1 ГГц), шість процесорів управління MIPS64 і 4 модуля DDR4 DIMM (64 ГБ на модуль станом на листопад 2017 року).

## Продуктивність
Геко посідав 69 місце в рейтингу суперкомп'ютерів ТОП500 з продуктивністю 1.677 терафлопс станом на червень 2017 року.
Після модернізації 2017 року з використанням нової системи ZettaScaler-2.2 він посів четверте місце в рейтингу суперкомп'ютерів TOP500 з показником продуктивності 19.135 петафлопс станом на листопад 2017 року.
Геко володіє високою енергоефективністю, і він посів п'яте місце на рівні 14,173 гігафлопс / ват у рейтингу енергоефективності Green500 в листопаді 2017 року.